# John Foster Dulles
John Foster Dulles (Washington, 25 de Fevereiro de 1888 – Washington, 24 de Maio de 1959) foi um político americano, secretário de Estado dos Estados Unidos que por várias vezes participou na elaboração de vários tratados internacionais. Foi uma das figuras de destaque durante o período da Guerra Fria, seguindo uma política de grande inflexibilidade e ameaçando a União Soviética contra qualquer agressão que podia desencadear uma guerra nuclear.

## Vida
Nascido em Washington, D.C., Dulles ingressou no escritório de advocacia Sullivan & Cromwell, líder em Nova York, após se formar na George Washington University Law School. Seu avô, John W. Foster, e seu tio, Robert Lansing, ambos serviram como Secretário de Estado dos Estados Unidos, enquanto seu irmão, Allen Dulles, serviu como diretor da CIA de 1953 a 1961. John Foster Dulles serviu no War Industries Board durante a Primeira Guerra Mundial e foi consultor jurídico dos EUA na Conferência de Paz de Paris em 1919. Tornou-se membro da Associação da Liga das Nações Livres, que apoiou a adesão americana à Liga das Nações. Dulles também ajudou a desenhar o Plano Dawes, que buscava estabilizar a Europa reduzindo as reparações de guerra alemãs. Durante a Segunda Guerra Mundial, Dulles esteve profundamente envolvido no planejamento pós-guerra com a Comissão do Conselho Federal de Igrejas para uma Paz Justa e Durável.
Dulles foi o principal conselheiro de política externa de Thomas E. Dewey, o candidato presidencial republicano em 1944 e 1948. Ele também ajudou a redigir o preâmbulo da Carta das Nações Unidas e serviu como delegado na Assembleia Geral das Nações Unidas. Em 1949, Dewey nomeou Dulles para preencher a vaga causada pela renúncia do senador democrata Robert F. Wagner. Dulles serviu por quatro meses antes de sua derrota em uma eleição especial por Herbert H. Lehman.
Apesar de ter apoiado seus adversários políticos, Dulles tornou-se conselheiro especial do presidente Harry S. Truman, com foco na região Ásia-Pacífico. Nesse papel de 1950 a 1952, ele se tornou o principal arquiteto do Tratado de São Francisco, que encerrou a Segunda Guerra Mundial na Ásia, o Tratado de Segurança EUA-Japão, que estabeleceu a Aliança EUA-Japão, e o tratado de segurança ANZUS entre a Austrália, Nova Zelândia e Estados Unidos.

Depois que Eisenhower venceu a eleição presidencial de 1952, ele escolheu Dulles como Secretário de Estado. Ao longo de seu mandato, Dulles favoreceu uma estratégia de retaliação maciça em resposta à agressão soviética e concentrou-se na construção e fortalecimento de alianças da Guerra Fria, mais proeminentemente a Organização do Tratado do Atlântico Norte. Ele foi o arquiteto da Organização do Tratado do Sudeste Asiático, uma aliança defensiva anticomunista entre os Estados Unidos e várias nações do Sudeste Asiático e próximas. Ele também ajudou a instigar o golpe de estado iraniano de 1953 e o golpe de estado guatemalteco de 1954. Dulles defendeu o apoio dos franceses em sua guerra contra o Viet Minh na Indochina, mas rejeitou os Acordos de Genebra entre a França e os comunistas, apoiando o Vietnã do Sul após a Conferência de Genebra em 1954. Sofrendo de câncer, Dulles renunciou ao cargo em 1959 e morreu mais tarde. aquele ano.